# استعفای دولت اوو مورالس
استعفای دولت اوو مورالس در ۱۰ نوامبر ۲۰۱۹ پس از ۱۹ روز تظاهرات و ناآرامی‌های مدنی رخ‌داد. در این واقعه، اوو مورالس، رئیس‌جمهور وقت بولیوی، به درخواست ارتش و پلیس استعفا داد و پدیده پیش‌آمده را کودتا خواند. پس از استعفای آلوارو گارسیا، معاون مورالس و آدریانا سالواتیرا، رئیس سنا، در ۱۱ نوامبر ۲۰۱۹ سناتوری از مخالفین به نام جینین آنز ریاست‌جمهوری موقت را به‌دست گرفت. بدین ترتیب ۱۴ سال ریاست‌جمهوری مورالس پایان یافت.
مورالس در ۱۲ نوامبر، سوار یک هواپیمای دولتی مکزیک شده و به این کشور پناهنده‌شد.